# Osobna zaštitna sredstva
Osobna zaštitna oprema se odnosi na zaštitnu odjeću, kacige, zaštitne naočale i na sve što može zaštiti radnika na poslu od ozljeda i infekcija.

## Podjela
1. Sredstva za zaštitu glave, na primjer zaštitni šljem (kaciga) koja mora štititi glavu od padajućih predmeta. Zaštitni šljem mora imati ugrađenu kolijevku koja ima mogućnost podešavanja po veličini s razmakom od šljema između 2 i 4 centimetra.
2. Sredstva za zaštitu očiju i lica, poput zaštitnih naočala ili štitnika za varioce, služe za zaštitu od ulijetanja čestica i strugotina u oči te za zaštitu očiju od štetnog zračenja kod npr. varenja.
3. Sredstva za zaštitu sluha u koja spadaju vata, čepići i zaštitne slušalice (antifoni) se daju na korištenje osobama izloženim za vrijeme rada povećanoj buci koja se drugim mjerama ne može spriječiti.
4. Sredstva za zaštitu dišnih organa služe kako bi se zaštitili dišni organi od štetnih čestica, prašina i plinova koji se vrlo lako mogu udahnuti i na taj način doprijeti do pluća i uzrokovati oštećenja tkiva. U ova sredstva spadaju respirator, cijevna maska s kisikom te zaštitna maska i polumaska s pripadajućim filterima.
5. Sredstva za zaštitu ruku štite ruke od hladnoće i topline, električne energije, mehaničkih opasnosti, štetnog djelovanja kiselina i slično. Rade se od gume (za rukovanje kiselinama, za rad s uređajima pod naponom) ili kože (kod varenja). Trenutno najprodavanije rukavice za opću manipulaciju su proizvedene od bezšavnih pletiva s premazima na dlanu i vrhovima prstiju, zbog svoje otpornosti na vlagu, boljeg osjeta i prozračnosti.
6. Sredstva za zaštitu nogu štite noge od padajućih predmeta (cipele sa zaštitnom kapicom), zaštitu od štetnog toplinskom djelovanja (npr. cipele s drvenim potplatom). U obući se nalazi ZAŠTITNA kapica koja mora izdržati udarac od minimalno 200J. Čelične kapice i tabanice se koriste sve manje u proizvodnji zaštitne obuće. Primat zauzimaju kompozitne i nemetalne kapice te pletiva aramidnih vlakana za zaštitnu tabanicu jer su do 30% lakše, ne provode struju i toplinu.
7. Sredstva za zaštitu tijela u koja spadaju zaštitna odjeća, kombinezoni i slično služe kao zaštita od prašina i prljanja.
8. Sredstva za zaštitu od nepovoljnih atmosferskih utjecaja štite radnike od hladnoće, vjetra, kiše, snijega.
9. Sredstva za zaštitu od pada s visine koriste radnici kojima nije moguće na niti jedan drugi način ograditi ili na drugi način osigurati radno mjesto. U ovu opremu spadaju zaštitna užad i opasači.

Pravila zaštite na radu nalažu uporabu osobne zaštitne opreme ( OZO ) kao posljednji korak u povećanju sigurnosti na radnom mjestu. Potrebno je prije pokušati otkloniti opasnosti na drugi način:zamjenom nesigurnog stroja za sigurni, automatizacijom radnog procesa ili ograđivanjem opasnosti kako bi se spriječio pristup - primjenom osnovnih pravila zaštite na radu.

## Opasnosti na poslu
Neke od opasnosti na raznim poslovima, su opasnost od kemikalija, opasnog biološkog otpada, topline, visine, električnog napona,i tako dalje.

## Zaštitna oprema
Zaštitna oprema se može nositi za posao, zbog zdravstvene sigurnosti, zaštite na radu, kao i za sportske aktivnosti. U zaštitnu opremu spadaju i štitnici, maske, jastučići itd. Svrha zaštitne opreme je smanjenje izloženosti zaposlenika u opasnosti. Zaštitnu opremu potrebno je pravilno koristiti kako bi odgovarala svojoj svrsi. 
Osobna zaštitna oprema može se kategorizirati, prema onom području tijela, koje je zaštićeno, vrsti opasnosti i prema vrsti obuće, koja se koristi na radnom mjestu. Samo jedan predmet, kao što su čizme, za posao, može smanjiti opasnost od ozljeda i pružiti više vrsta zaštite. Zaštitna kapica i zaštitni uložak štite, nogu radnika, od drobljenja i lomova. Nepropusna guma, štiti tijelo, od vode i štetnih kemikalija. Električna otpornost za zaštitu od strujnog udara i tako dalje. Radna oprema mora biti namijenjena, za posao, koji radnik obavlja. Respiratori, služe za zaštitu radnika, od dima, te zagađenog zraka i na taj način, su zaštićena njegova pluća. Postoje dvije glavne vrste respiratora, jedni su respiratori, koji funkcioniraju, na način, da filtriraju kemikalije i plinove iz zraka od strane korisnika. Druga vrsta respiratora, su plinske maske, one pružaju radniku, čist, udahnuti zrak iz drugog izvora. U ovaj tip spadaju, respiratori, u zrakoplovu i respiratori za disanje.

## Opasnosti za kožu
Osim ovih problema na radnom mjestu postoje i problemi s kožom. Profesionalne bolesti kože, najčešće su kontaktni dermatitis, rak kože, te druge ozljede kože i infekcije. Ovakve ozljede, se najčešće događaju, u dodiru s kemijskim sredstvima, koja dolaze, u izravan kontakt s kožom. Fizička sredstva, kao što su ekstremne temperature i sunčevo zračenje, mogu biti štetna za kožu tokom dužeg izlaganja. Mehaničke traume, pojavljuju se u obliku trenja, ogrebotina, zbunjenosti i tako dalje. 
Razni mikroorganizmi i paraziti, mogu isto tako imati, štetan utjecaj na čovjekovo zdravlje. Bilo kakva zaštitna odjeća se smatra velikom prednosti, jer stvara barijeru između kože i sredstva izlaganja. Zaštitne rukavice su dio zaštitne opreme. Najčešće korištenje rukavice na poslu su gumene rukavice, koriste se još, i rukavice otporne na toplinu i tako dalje. Za sportske i druge rekreativne aktivnosti, se koriste rukavice, koje štite od mehaničkih ozljeda.
Lab kaputi, se nose za zaštitu, od prskanja raznih kemikalija. Zaštite za lice služe za zaštitu lica, od potencijalne opasnosti, kao što su prskanje kemikalija, zarazne tekućine itd.

## Ozljede oka
Svakim danom u Americi se dogodi preko 200 ozljeda očiju na poslu. Ozljede očiju mogu se dogoditi na razne načine. Do većine ozljeda očiju dolazi, kada čvrste čestice, poput, metalnih svitaka, iverja, pijeska ili cementa, završe u oku radnika. Također, kemijske čestice, toplinska sredstva, UV zračenje, izazivaju ozljede očiju. 
Sigurnosne naočale, za zaštitu oka, od ovakvih ozljeda, su najčešći način zaštite na poslu, ali one zaštićuju oko minimalno, zbog toga što ne pružaju bočnu zaštitu oku.
Zaštitne naočale pružaju puno bolju zaštitu od ozljeda. One štite oko od prskanja kemikalija, prašine, varenja itd. Naočale s velikim protok zraka se moraju koristiti, kako bi se spriječilo zamagljivanje stakala.

## Ozljede sluha
Zaštita za sluh je bitna, kod obavljanja industrijskih poslova. Industrije i tvornice, su bučne, pa dolazi do problema radne nagluhosti, s vremenom. Uši se mogu zaštititi, zaštitnim slušalicama i štitnicima za uši.

## Zaštite tijela
Lab kapute koriste znanstvenici u laboratorijima, a zaštitne prsluke visoke vidljivosti, najčešće nose policajci. 
Pčelari nose zaštitnu odjeću, za zaštitu od pčela i topline. Na glavi nose šešir i veo, koji ne dozvoljava pčelama, da se približe licu čovjeka. 
Zaštitna oprema se koristi u vojsci, za samoobranu. za osobnu upotrebu protiv štetnih atmosferskih uvjeta, koristi se na plovilima i u zrakoplovima. Kacige i štitnici su namijenjeni, osim za poslovne svrhe, i za motocikliste.